# آگنیشکا شیتک
آگنیشکا شیتک (لهستانی: Agnieszka Sitek؛ زادهٔ ۸ ژوئیهٔ ۱۹۷۳) بازیگر اهل لهستان است. وی از سال ۱۹۹۶ میلادی تاکنون مشغول فعالیت بوده‌است.
از فیلم‌ها یا مجموعه‌های تلویزیونی که وی در آن‌ها نقش داشته‌است، می‌توان به دروازه اروپا، جادوگر (مجموعه تلویزیونی)، جادوگر (فیلم)، در خوشی و سختی، قانون حقیقی و شوپن: میل به عاشقی اشاره نمود.